# Vrata od Pila
Vrata od Pila (Gradska vrata od Pila) su zapadni ulaz u dubrovački stari grad, tradicionalno prvi susret s gradom, a nalaze se u dijelu zvanom Pile po kojem su i dobile ime.
Vrata od Pila se nalaze na mjestu nekadašnje tvrđave od Pila koja je postojala već 972. godine, a srušena je 1818. godine, ali se i danas vide ostatci te tvrđave između vanjskih i unutarnjih vrata. 
Vanjska su vrata sagrađena 1573. godine, u obliku renesansnog luka, u zidu istoimene polukružne tvrđave. Iznad njih se nalazi kip sv. Vlaha, dubrovačkog sveca – zaštitnika. Do vrata se dolazi preko kamenog mosta na tri luka, s kamenim klupama uz ogradu. Most je 1471. godine podigao Paskoje Miličević, gradski inženjer čije je ime povezano s nastankom mnogih objekata u Dubrovniku. Most završava drugim drvenim pokretnim mostom koji se u vrijeme Dubrovačke Republike u određeni noćni sat podizao, a u ranim jutarnjim satima spuštao i propuštao prigradsko stanovništvo i trgovce.
Unutarnja vrata od Pila ugrađena su u glavnom gradskom zidu. Građena su u obliku gotičkog luka 1460. godine, na mjestu starijih vrata o kojima postoje podatci iz 13. stoljeća. Kip sv. Vlaha nad unutarnjim vratima isklesao je jedan od najboljih hrvatskih kipara u 20. stoljeću Ivan Meštrović.
Gradska vrata su se zaključavala, a ključ se čuvao u stražarnici Kneževa dvora.
Pile, kako se zove veliki dio zapadnog gradskog predgrađa, riječ je grčkog podrijetla, a prevedeno na hrvatski znači vrata.

## Vanjske poveznice
- Društvo prijatelja dubrovačke starine  Arhivirana inačica izvorne stranice od 26. lipnja 2012. (Wayback Machine)
- Vrata od Pila